# Imagination
Gli Imagination sono stati un gruppo musicale britannico post-disco, pop e funk. Formatosi nei primi anni ottanta, ottennero 4 dischi di platino, 9 d'oro e oltre una dozzina di dischi d'argento in tutto il mondo. Oltre a essere ricordati per aver scritto Just an Illusion, uno dei maggiori successi del 1982, a loro è attribuita la transizione dalla disco music alla dance e di aver precorso la house.

## Storia del gruppo

### Origini
Leee John (23 giugno 1957), nato ad Hackney da una famiglia originaria di Saint Lucia, studiò a New York e fu cantante dei gruppi The Velvettes, The Delfonics e Chairmen of The Board. Di queste ultime due formazioni vi faceva parte anche il chitarrista e bassista di Northampton Ashley Ingram (27 novembre 1960). In seguito, John e Ingram formarono i Fizzz; tornato nel suo paese d'origine, John suonò anche nei Midnight Express e studiò teatro alla Anna Scher Theatre School di Londra. Agli inizi del 1981, i due artisti formarono gli Imagination (omaggio a Imagine di John Lennon). di cui faceva parte anche il bassista di Montego Bay Errol Kennedy (9 giugno 1953), ex batterista nei Boys' Brigade e negli Air Training Corps.

### Successo
I tre mandarono una versione demo di Body Talk ai produttori Steve Jolley e Tony Swain che la pubblicarono come singolo nell'aprile del 1981. Il pezzo raggiunse la quarta posizione nella UK Singles Chart nel maggio dello stesso anno, vendendo 250 000 copie nel Regno Unito e rimanendo diciotto settimane nella Top 50. Il brano è considerato anche responsabile di aver segnato la nascita della musica dance, considerata un sinonimo moderno di "disco music". Altri due singoli estratti dal primo album Body Talk ( UK #20), ovvero In and Out of Love e Flashback, raggiunsero entrambe la sedicesima posizione della classifica.
Ma il loro più grande successo fu Just an Illusion del 1982, che raggiunse la seconda posizione nella UK Singles e la ventisettesima della U.S. R&B; Nel 1986 verrà inserita nel film di Robert Mandel F/X - Effetto mortale, con protagonista Bryan Brown. 
Alla fine del 1982 i tre intrapresero un tour europeo che registrò il tutto esaurito. 
Tra il 1982 e il 1983 uscirono vari singoli entrati nelle classifiche quali Music and Lights (UK #5, U.S. R&B #52), In the Heat of the Night (UK #22), che diede anche il nome al loro secondo album, giunto alla settima posizione della graduatoria britannica, Changes (UK #32, U.S. R&B #46) Looking at Midnight (UK # 29, U.S. R&B #64) e New Dimension (UK #56). Nel 1984, gli Imagination pubblicarono i singoli State of Love	(UK #67), This Means War (Shoo Be Doo Da Dabba Doobee) (U.S. R&B #29), Thank You My Love	(UK #22) e Found My Girl (UK #83).
Gli album del 1983 Night Dubbing e Scandalous (reintitolato New Dimension negli Stati Uniti) ottennero alti piazzamenti di classifica nel Regno Unito (raggiunsero rispettivamente la nona e la venticinquesima posizione).
Il trio si esibiva frequentemente nei programmi pop delle televisioni di tutta Europa, con un'estetica fatta di costumi ispirati agli antichi Romani e all'Oriente fiabesco. Altro particolare della band erano le note di copertina che dal gusto esoterico.
Nel 1983 Leee John fece un'apparizione come ospite nel telefilm Doctor Who.

### Ultimi anni e scioglimento
I singoli degli Imagination pubblicati a partire dalla metà del decennio ebbero invece scarso successo. Entrarono nelle zone basse della classifica britannica Found My Girl (UK #83), Last Days of Summer (UK	#99) Sunshine (UK #87), The Last Time (UK #93), Instinctual (UK #62) e Love's Taking Over (UK #100). Nel 1987 gli Imagination firmarono un contratto con la RCA Records e registrarono due album. Ebbe invece riscontri commerciali molto migliori la compilation Imagination - All the Hits (reintitolata Like It Is) (1989), giunta alla quarta posizione della classifica britannica. Il loro ultimo disco Fascination of the Physical del 1992 fu un insuccesso e causò lo scioglimento della band nello stesso anno. 
Leee John abbandonò la scena musicale per tornare a fare l'attore e solo dopo molti anni è ricomparso in televisione con il reality show Reborn in the Usa. Ashley Ingram ebbe un certo successo come autore dei testi della cantante Des'ree. Errol Kennedy vive a Londra e lavora a un progetto sulla black music inglese.

## Formazione
- Leee John – voce
- Ashley Ingram – chitarra, basso, voce
- Errol Kennedy – batteria, voce

## Discografia

### Album in studio
- 1981 – Body Talk
- 1982 – In the Heat of the Night
- 1983 – Scandalous
- 1986 – Trilogy
- 1987 – Closer
- 1992 – Fascination of the Physical

### Singoli
- 1981 – Body Talk
- 1981 – In and Out of Love
- 1981 – Flashback
- 1982 – Just an Illusion
- 1982 – Music and Lights
- 1982 – In the Heat of the Night
- 1982 – Burnin' Up
- 1982 – Changes
- 1983 – Looking at Midnight
- 1983 – New Dimension
- 1984 – State of Love
- 1984 – This Means War (Shoo Be Doo Da Dabba Doobee)
- 1984 – Thank You My Love
- 1985 – Found My Girl
- 1985 – Last Days of Summer
- 1986 – Sunshine
- 1987 – The Last Time
- 1987 – I Know What Love Is
- 1988 – Instinctual
- 1988 – Hold Me in Your Arms
- 1989 – Love's Taking Over
- 1989 – Megamix
- 1991 – I Like It
- 1992 – Call On Me

### Album di remix
- 1983 – Night Dubbing

### Compilation
- 1989 – Imagination - All the Hits
- 1995 – The Very Best of Imagination